# Долина (физика полупроводников)
Доли́на (в полупроводнике) — область возможных состояний электрона (дырки) вблизи минимума (максимума) какой-либо из зависимостей {\displaystyle E({\vec {k}})} энергии носителя от волнового вектора для конкретного полупроводникового материала. Название отчасти аналогично географическому термину, обозначающему понижение рельефа около реки, то есть как бы энергетически выгодный экстремум. 

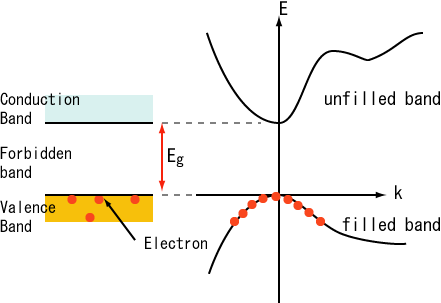
Пример зависимостей энергии электрона от волнового вектора для полупроводника с долинами около. В зоне проводимости имеется ещё электронная долина, правее по рисунку и выше по.

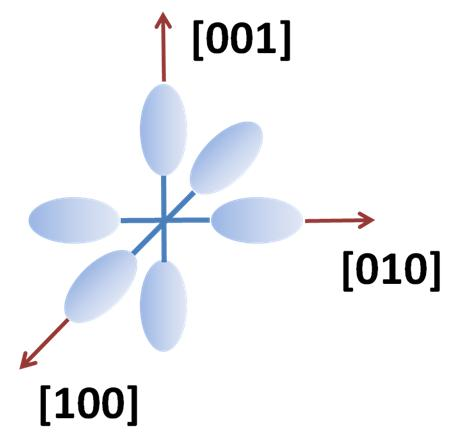
Эквивалентные долины для зоны проводимости кремния, показанные в виде поверхностей = const.

В наиболее распространённых случаях, энергии состояний электрона в долине параболически связаны с {\displaystyle {\vec {k}}}:
{\displaystyle E=E_{0}\pm {\frac {\hbar ^{2}}{2m^{*}}}\,({\vec {k}}-{\vec {k}}_{0})^{2}},
где {\displaystyle E_{0}} — уровень отсчёта энергии, {\displaystyle {\vec {k}}_{0}} — положение экстремума, {\displaystyle m^{*}} — эффективная масса, {\displaystyle \hbar } — редуцированная постоянная Планка. При анизотропии выражение переходит в
{\displaystyle E=E_{0}\pm {\frac {\hbar ^{2}}{2}}\,\left({\frac {(k_{x}-k_{x0})^{2}}{m_{x}^{*}}}+{\frac {(k_{y}-k_{y0})^{2}}{m_{y}^{*}}}+{\frac {(k_{z}-k_{z0})^{2}}{m_{z}^{*}}}\right)},
где символы с индексами {\displaystyle _{x},\,_{y},\,_{z}} указывают на соответствующие координатные оси. Изоэнергетическая поверхность в пространстве волновых векторов в таком случае представляет собой эллипсоид.
Основную роль при анализе транспорта заряда обычно играют состояния вблизи главных экстремумов: дна зоны проводимости {\displaystyle E_{0}=E_{c}} и потолка валентной зоны {\displaystyle E_{0}=E_{v}}. Могут быть значимы (допустим, в эффекте Ганна) и другие долины, если они не слишком сильно отстоят по энергии.
Экстремум (максимум) {\displaystyle E({\vec {k}})} в валентной зоне, как правило, реализуется при нулевом волновом векторе {\displaystyle {\vec {k}}_{0}=0}, отвечающем {\displaystyle \Gamma }-точке, то есть центру, зоны Бриллюэна. Для множества полупроводников, среди которых арсенид галлия (GaAs), наинизший из экстремумов (минимум) {\displaystyle E({\vec {k}})} зоны проводимости также располагается в {\displaystyle \Gamma }-точке. Но для некоторых полупроводников, таких как кремний (Si) или германий (Ge), он смещён — cкажем, для Si примерно на {\displaystyle 0.85k_{a}} ({\displaystyle k_{a}} - волновой вектор края зоны Бриллюэна). 
Если {\displaystyle {\vec {k}}_{0}\neq 0}, возникает вырождение (кратность) долин, так как в кристаллах всегда имеется эквивалентность ряда направлений. Для Si наличествует шесть минимумов в направлениях: ({\displaystyle \pm }1,0,0), (0,{\displaystyle \pm }1,0), (0,0,{\displaystyle \pm }1). Долинное вырождение учитывается при вычислении плотности электронных состояний умножением её на количество эквивалентных долин {\displaystyle \nu }. 
Существует особый раздел физики полупроводников — валитроника — занимающийся проблемой использования деталей зонной структуры материала, связанных с расположением его долин, а также манипулирования этим расположением (путём воздействия на кристалл, варьирования его состава) для получения тех или иных свойств. Преимущественно это касается многодолинных полупроводников.